# Дзвонковский заказник
«Дзвонковский заказник» (укр. Дзвінківський заказник) — лесной заказник общегосударственного значения, расположенный на территории Васильковского района (Киевская область, Украина). Заказник служит научно-экспериментальной базой для Национального университета биоресурсов и природопользования.
Площадь — 700 га.

## История
Заказник был создан согласно Постановлению Совета министров УССР от 28 октября 1974 года № 500.
Согласно исследованию (2012 год) Андрея Плига, начиная с 2004 года в заказнике проводятся нецелесообразные лесовосстановительные рубки, при этом частично или полностью уничтожая сосновый ярус и берёзу чёрную. В период 2004-2008 года было уничтожено треть соснового леса.. Согласно исследованию (2013 год) С. Ефименко и А. Литвиненко, по данным кадастровой карты были выданы земельные участки на территории заказника, вопреки законодательству. В 2015 году Андреем Плигой были обнаружены рубки в заказнике площадью 86,4 га.

## Описание
Природоохранный объект создан с целью охраны ценных природных комплексов в южном Полесье. Заказник занимает все участки квадратов 7-10, 17-21, 30, 32, 33, 43-45, 57-60 Дзвонковского лесничества на территории Дзвонковского сельсовета — на правобережной надпойменной террасе реки Ирпень между населёнными пунктами Дзвонковое, Жорновка и Липовый Скиток.
Ближайший населённый пункт — Дзвонковое, Жорновка и Липовый Скиток; город — Боярка и Васильков.

## Природа
Ландшафт заказника преимущественно представлен смешанным лесомː высокопродуктивным хвойным и широколиственным лесами. Где первый ярус представлен сосной, второй — лиственными породами (дуб черешчатый, липа сердцевидная, берёза чёрная), подлесок — лещина обыкновенная, бересклет европейский, бересклет бородавчатый, крушина ломкая. Травяной ярус представлен доминирующими видами сныть обыкновенная, здвездчатка ланцетолистная, яснотка зеленчуковая, буквица лекарственная, брусника, грушанка круглолистая и щитовник мужской. Краснокнижные видыː лилия кудреватая, гнездовка настоящая, любка двулистная, дремлик зимовниковый, осока теневая, берёза чёрная.
Сосновый лес заказника является старейшим в Киевской области. Средний возраст соснового леса составляет 150 лет, а некоторых деревьев достигает 180-190 лет. Обхват ствола около 200-летних сосен достигает почти 4 метра.
В заказнике встречаются косуля, лось, дикая свинья, лисица, заяц-русак, лисица, ласка, среди птицː певчий дрозд, зяблик, зарянка (ольшанка), большая синица. Большие деревья дают возможность селится крупнейшим дятлам в Европе — чёрный дятел (желна). Грызуны и рукокрылые живут большими колониями в дуплах, трещинах и отслоении коры больших сосен.